# 開腹術
開腹術（かいふくじゅつ、英: Laparotomy）とは、手術方法の一つ。腹壁を切開し、腹腔を開放する手術方法のこと。
近年では対照的に「腹腔鏡手術」がある。

## 切開部位
- 正中切開
  - 胃切除術（消化器外科学）
  - 結腸切除術（消化器外科学）
  - 帝王切開（産科学）
- 傍腹直筋切開
  - 虫垂切除術（消化器外科学）

## 切開方法
- 皮膚切開

基本的に鋭利な円刃で施行される。
- 脂肪層切開

脂肪層は血管が豊富のため電気メスで切開されていくことが多い。緊急時（腹腔内大量出血等）は剪刀で切開される場合もある。
- 筋膜切開

尖刃を用いて切開されることが多い。
- 腹膜切開

内臓器を損傷しないように剪刀や電気メスを用いて切開していく。

## 関連
- 消化器外科学
- 泌尿器科学
- 産婦人科学